# Engyō-ji
Shosha-zan Engyō-ji (jap. 書写山圓教寺) – świątynia sekty Tendai w mieście Himeji, w  prefekturze Hyōgo (Japonia). Została założona przez kapłana Shōkū (910–1007) w 966 roku.

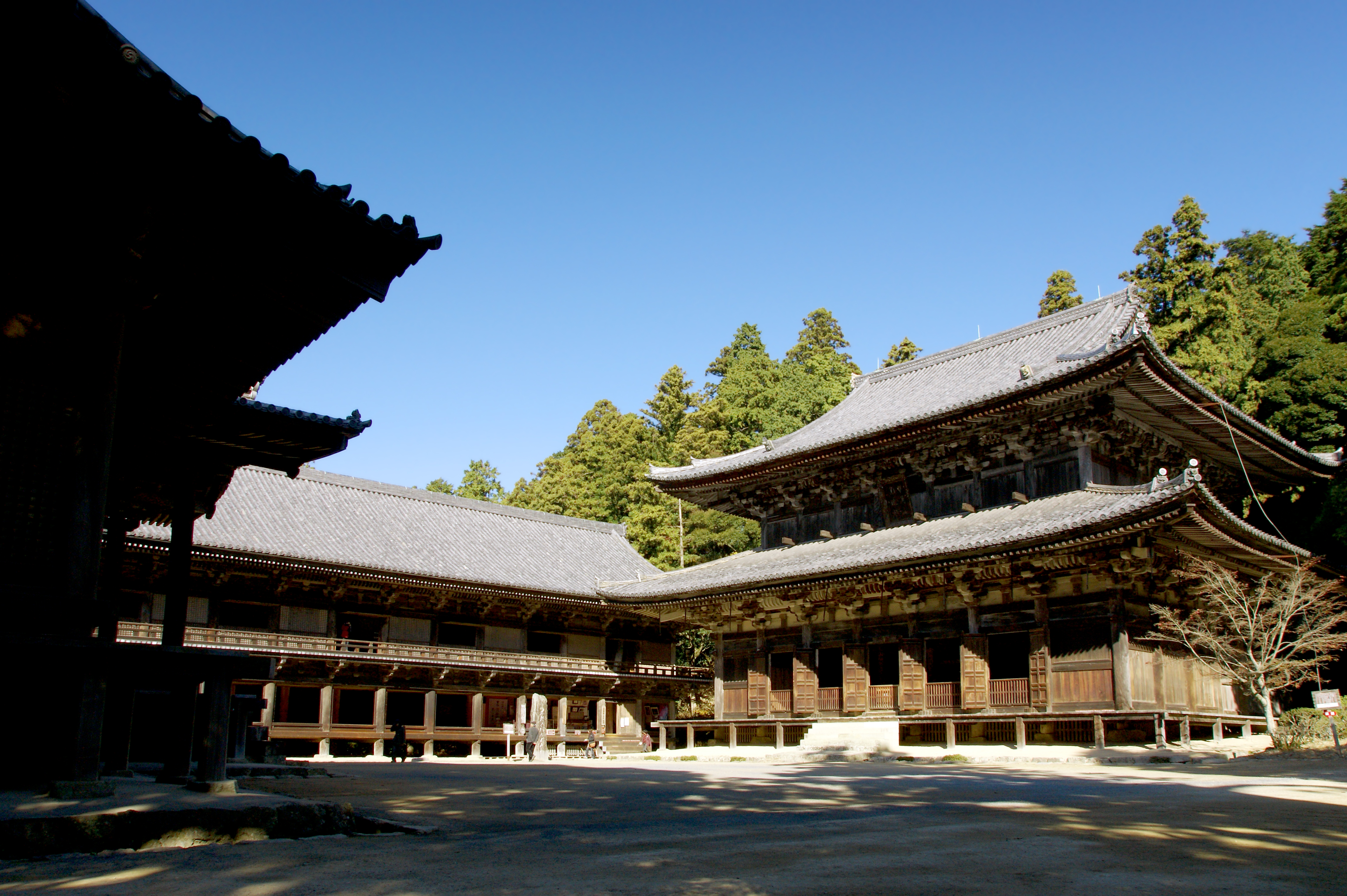
Daikō-dō, główny pawilon w kompleksie świątynnym Shosha-zan Engyō-ji (po prawej)

Pawilony świątynne znajdują się na gęsto zalesionym szczycie góry Shosha, na którą można się dostać kolejką linową. Miejsce to jest często odwiedzane przez pielgrzymów. 
Na terenie świątyni były kręcone sceny do filmu pt.: Ostatni samuraj.

## Galeria

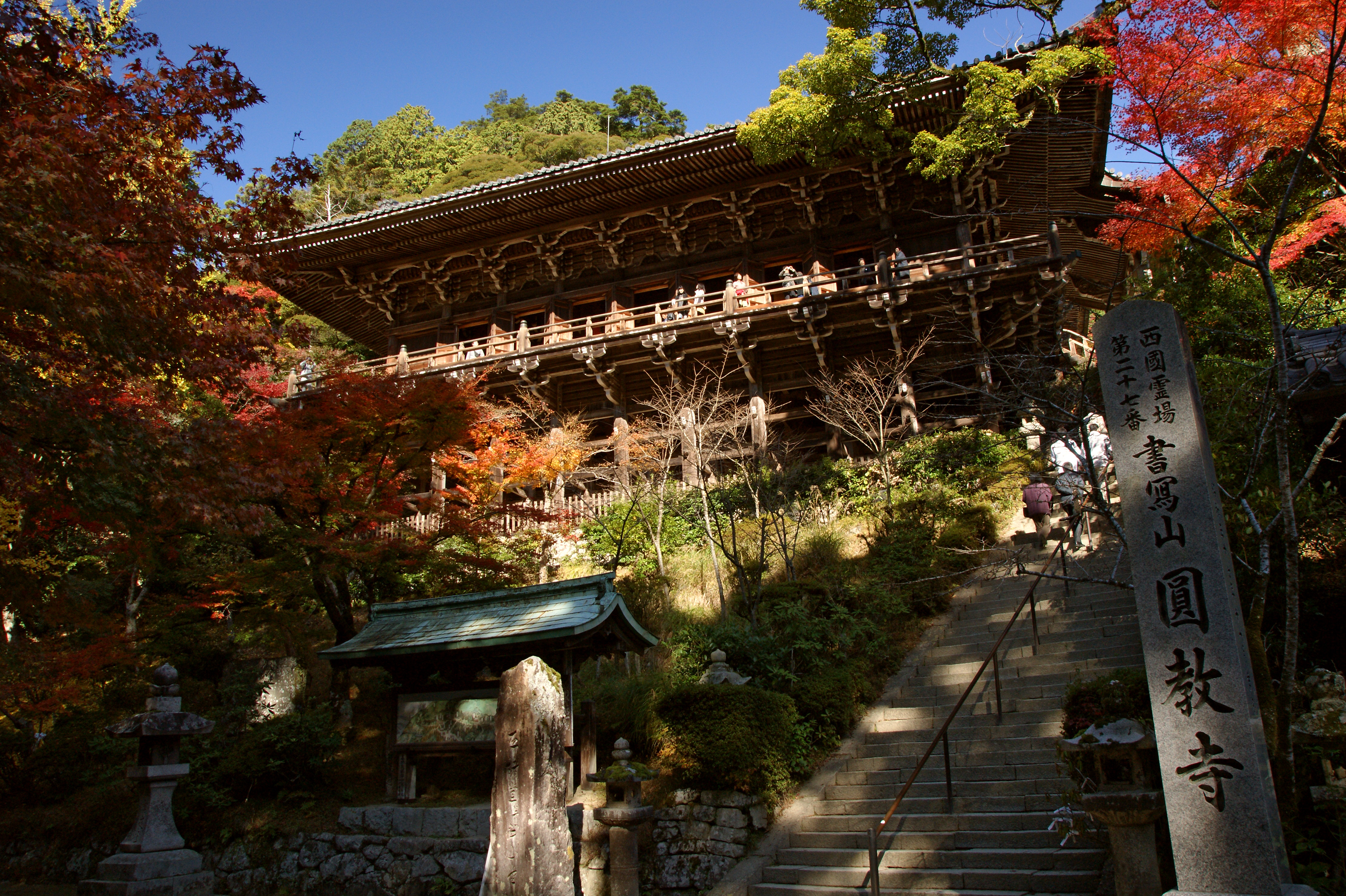
Mani-den
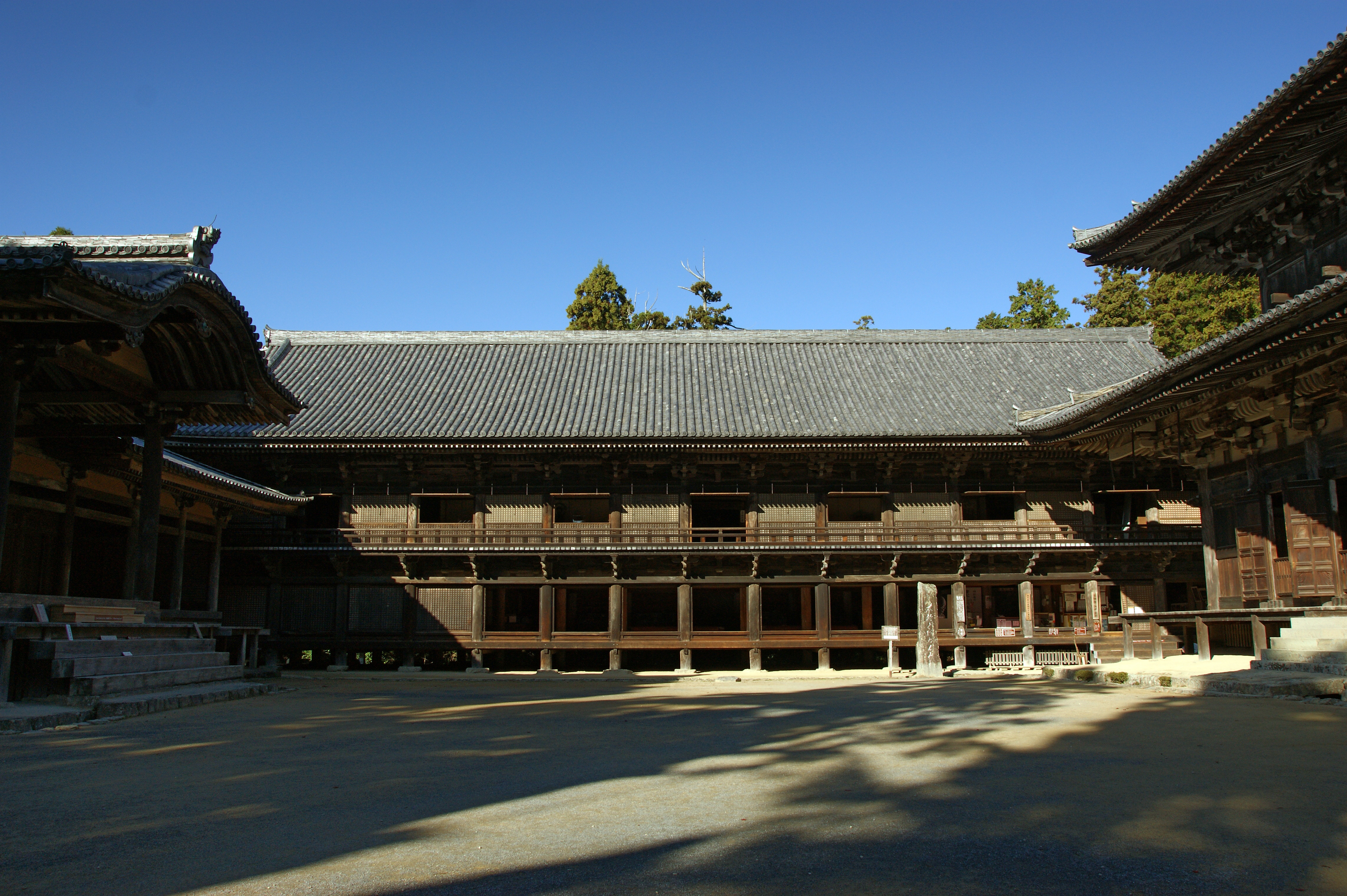
Jiki-dō (jadalnia)
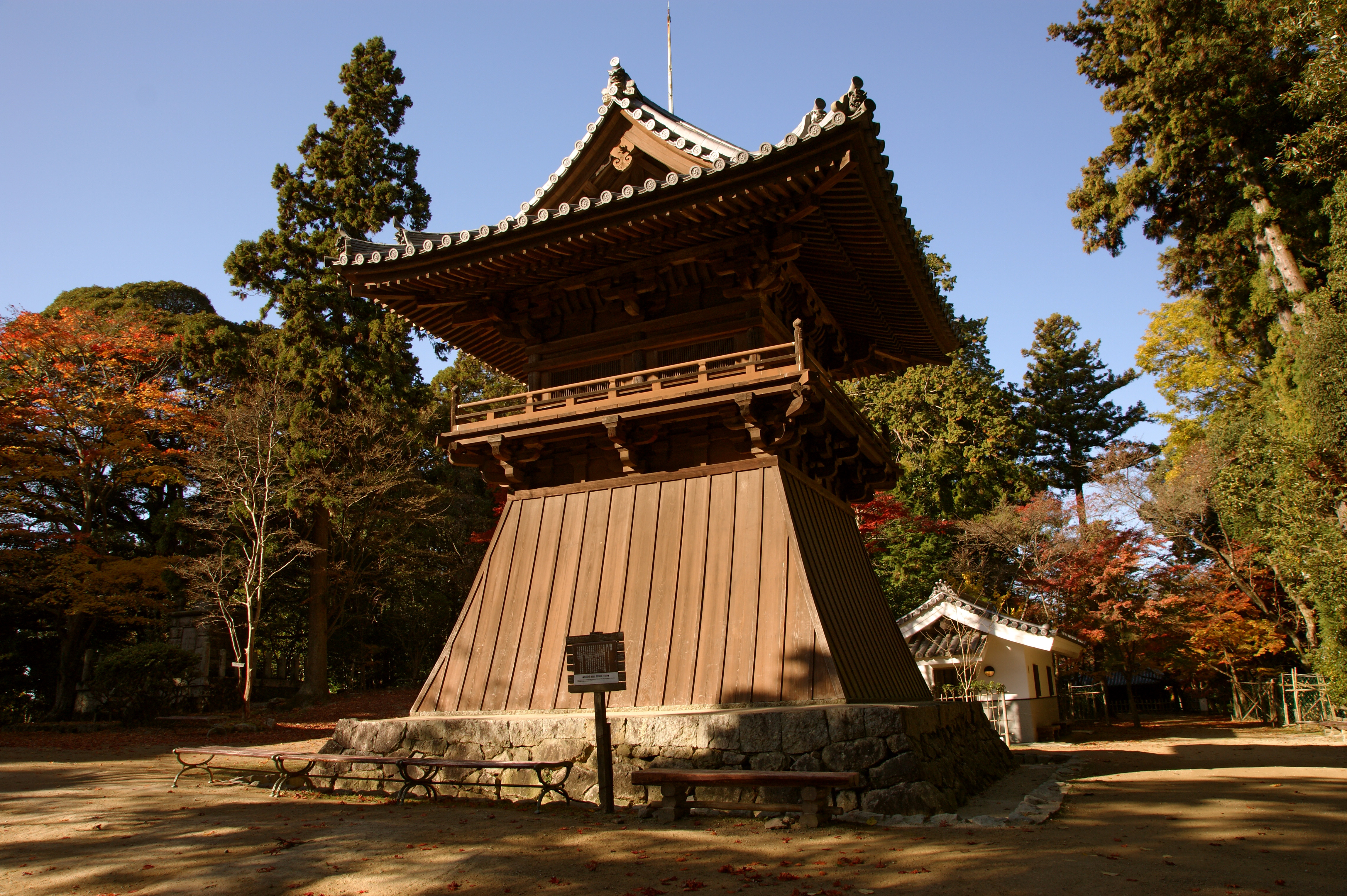
Shōrō (dzwonnica)
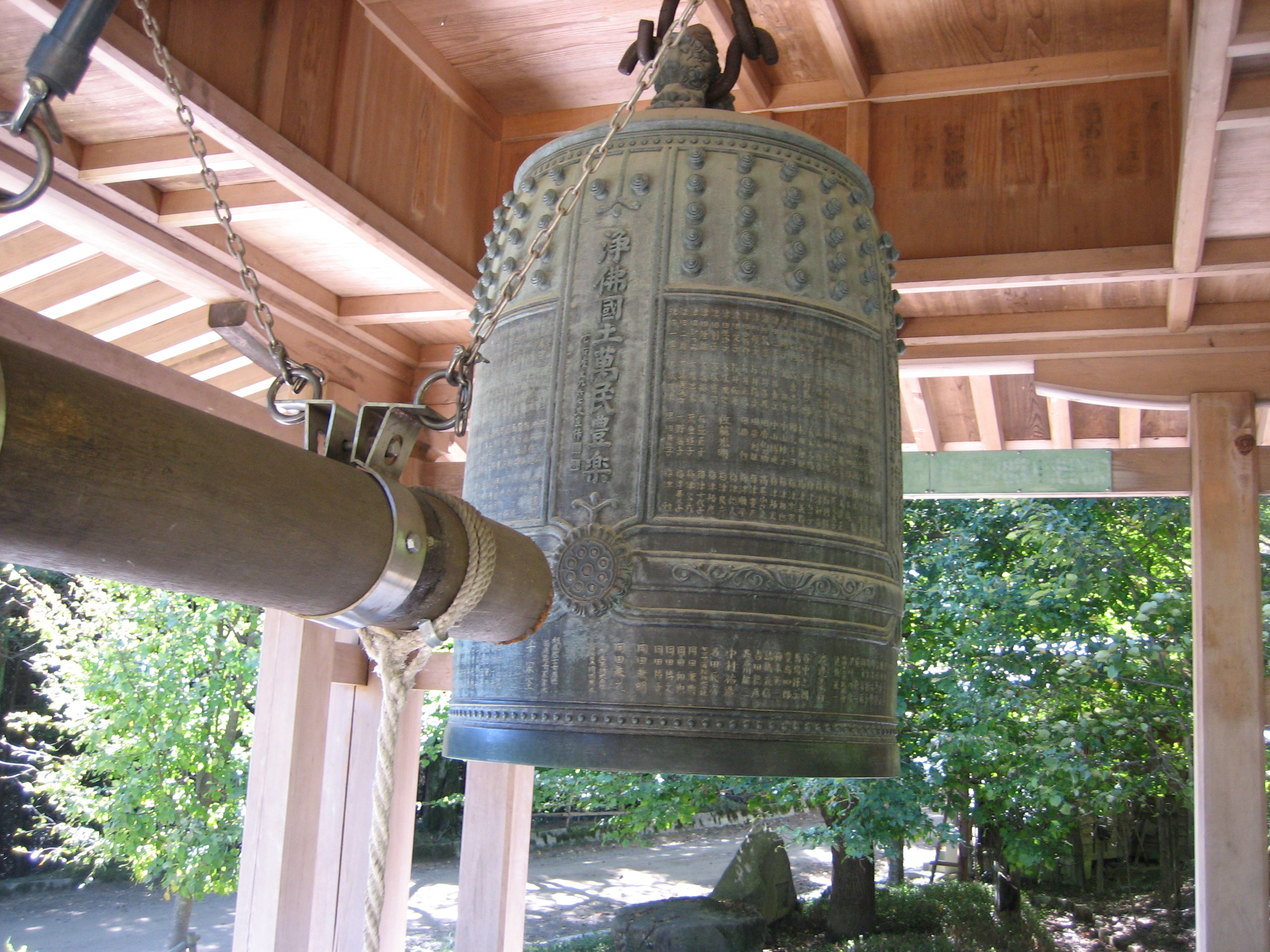
Dzwon świątynny
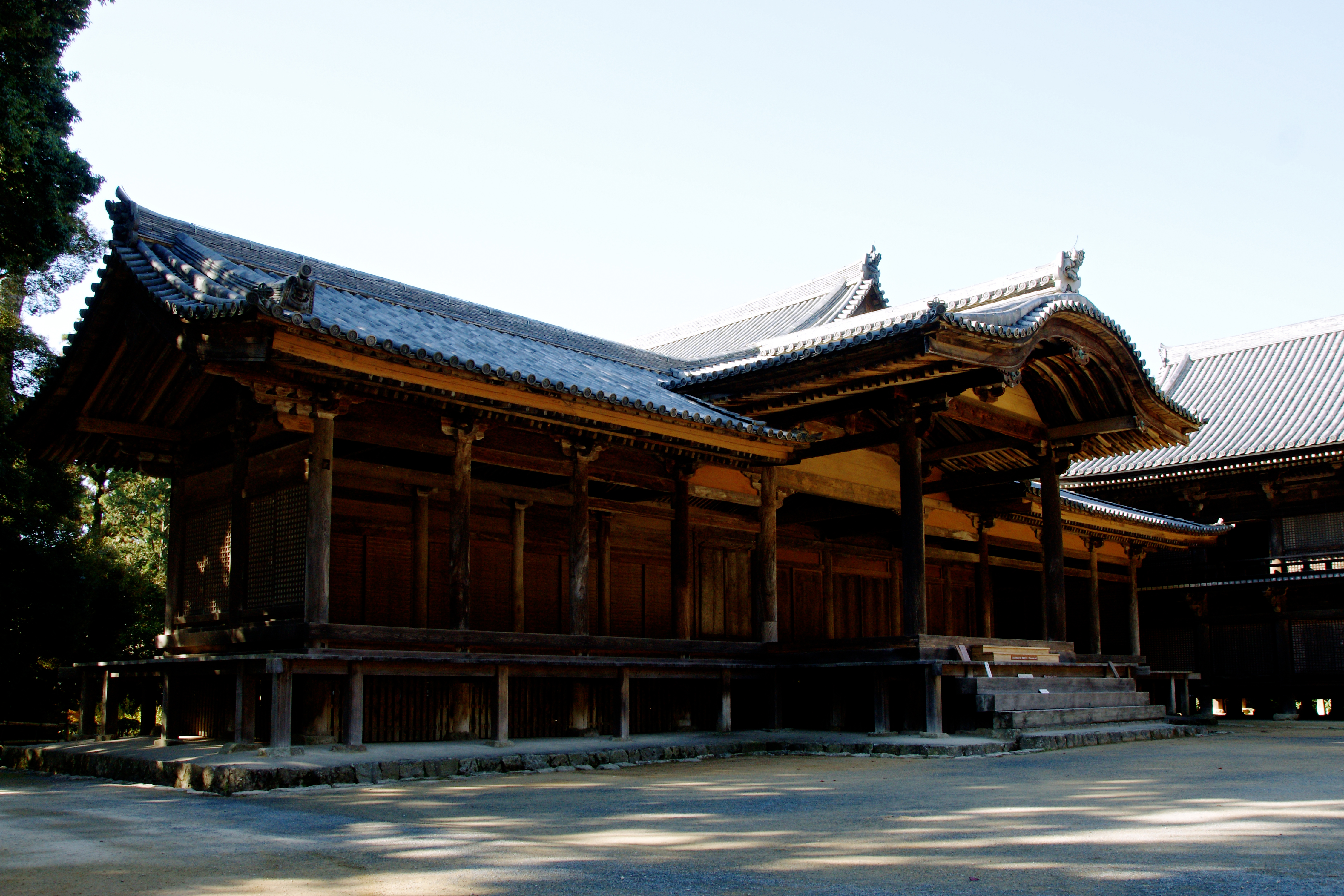
Jyōgyō-dō (pawilon praktyk budyjskich)
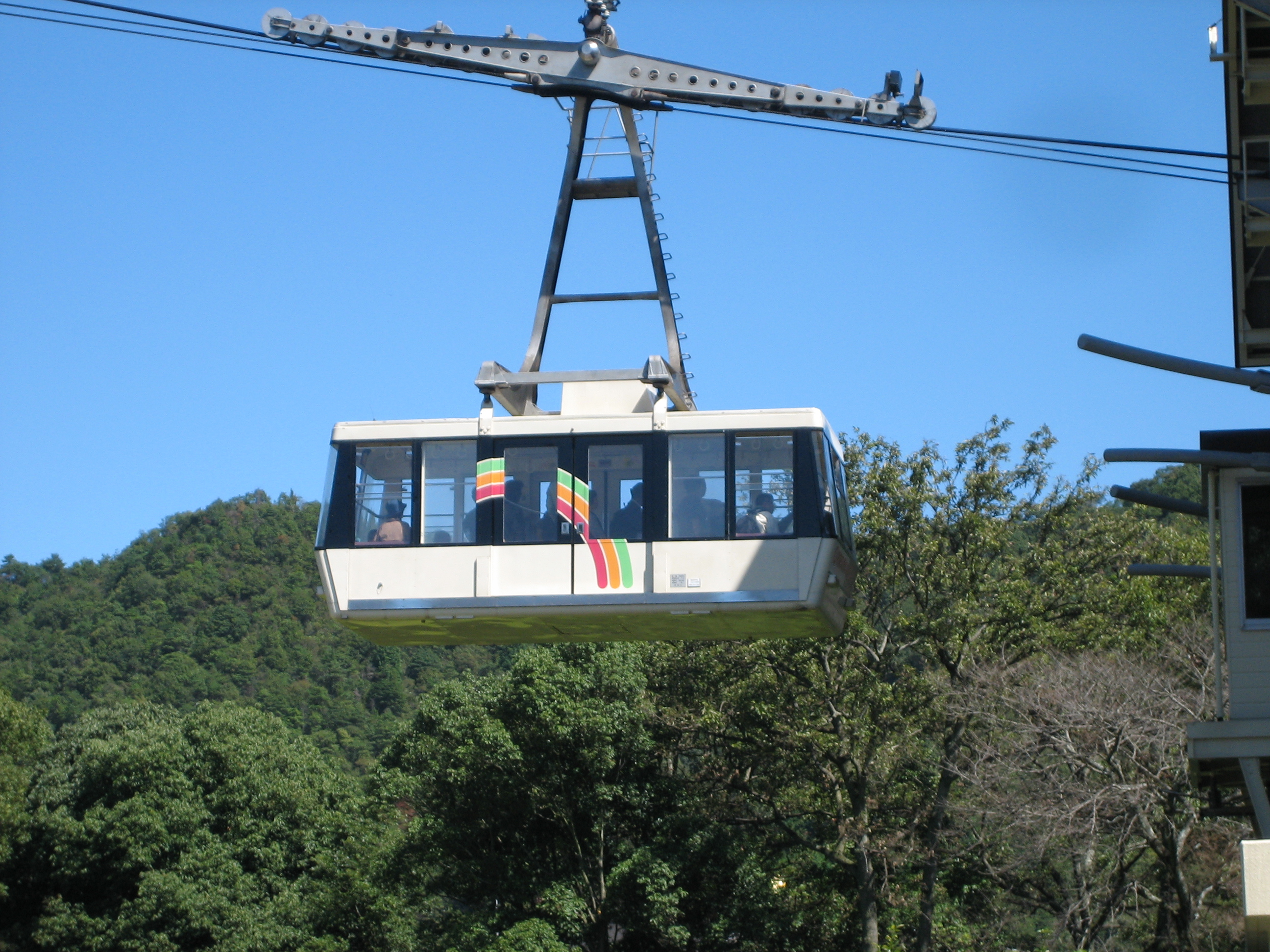
Kolej linowa na górę Shosha